# 坪頂七股神木
23°57′49″N 120°43′45″E / 23.963694°N 120.729219°E
坪頂七股神木，是位於臺灣南投縣草屯鎮坪頂里的樟樹，被當地人視為神樹。

## 樹狀
從草屯陳府將軍廟往坪頂山上走約3.6公里、50分鐘即能見到坪頂七股神木。1992年依據官方對珍貴樹木的記載，樹齡已超過四百年。1994年報導時，胸徑8公尺、高32公尺。
2001到2002年間，草鞋墩鄉土文教協會對鎮內樹圍超過180公分、樹齡超過一百年、或草屯地方史有重要意義的上林里石榕公等樹木進行調查，結論草屯最大的老樹是坪頂七股神木。在臺灣的樟樹上大小排名僅次於第一名的同縣信義鄉的神木樟樹公、及台中市后里區的澤民樹。

## 祭祀

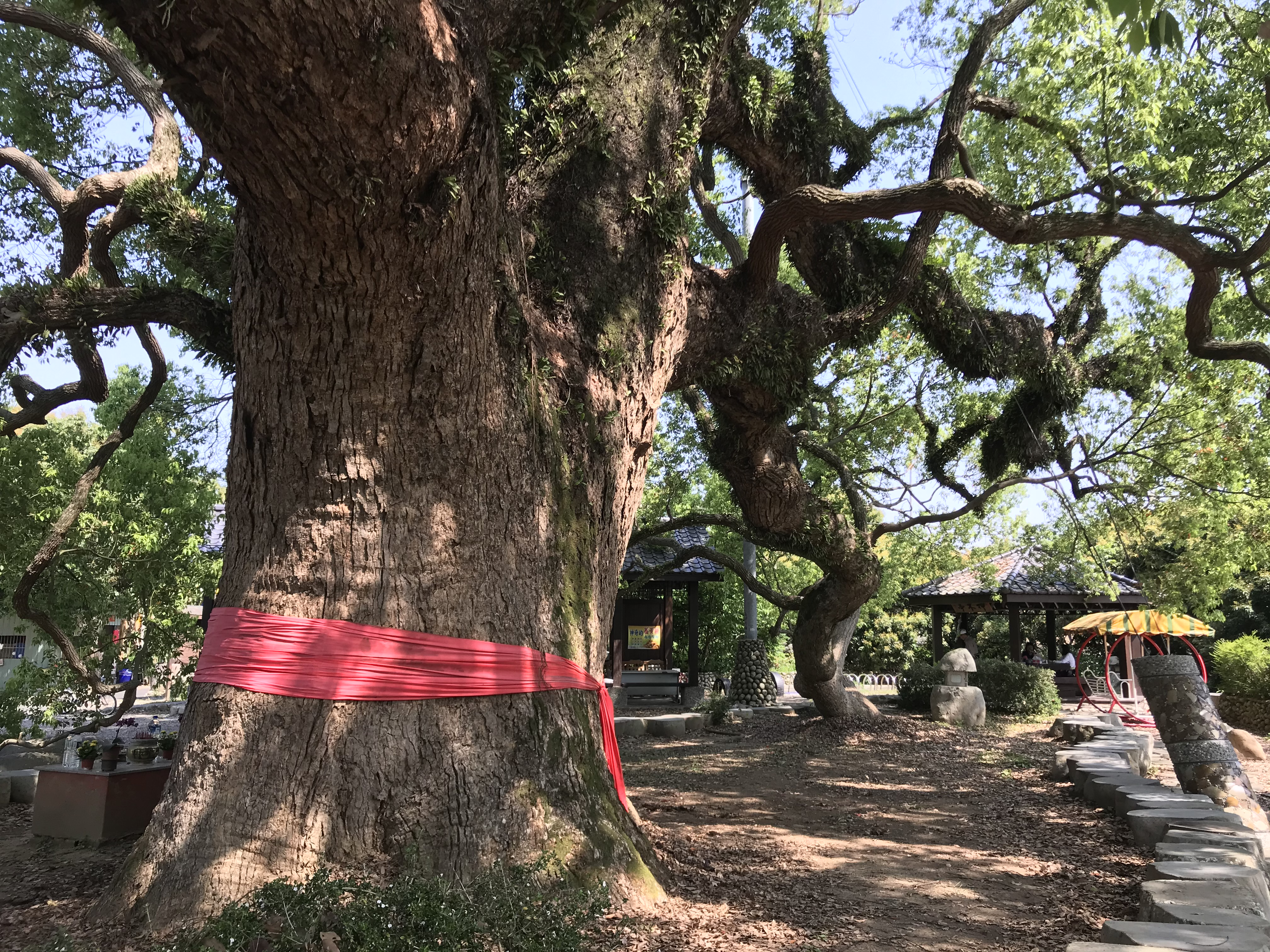
樹下

村民除平時聚集在此樹蔭下乘涼、聊天外，每逢初一、十五準備果品前往參拜，還持一塊寫有「敬天宮天上聖母香籤」木製香牌作輪值，拿到香牌的民眾須向樟樹公燒香與打掃環境十天，早期曾多到三、四十戶在輪。草屯敬天宮是坪頂里居民信仰中心，主祀媽祖，為道光六年（1826年）建立。
大家樂正熱時，一位住附近的七股村老人一次在此樹下納涼，說聽到樹王公叫喚要他簽60和09，當期大賺了一票，因此順勢出資建廟。遠從外縣市來的彩迷會聚集此樹，對盤旋樹幹的花蛇拍照，來研判明牌。至1980年代末股市熱潮時，彩迷轉成股民，香火才漸稀。
1994年農曆期間，原在樹前的廟宇移到背後重建。在坪頂里被水土保持局選富麗農村新示範區後，鐵皮的廟宇在2003年尾由多數里民同意拆除。

## 維護
草屯股坑巷居民會飲用附近的流泉，並歸功於此神木能增強水土保持，居民才能有水喝。日本政府曾計畫把此樹砍來蒸製樟腦，後由甲長發起護樹連署行動，才得以留保存。
戰後，此樹與土地屬於南投林管處管理。1989年，南投縣生態保護協會在樹旁興建了一座避雷針保護。2001年11月25日，涼亭啟用。2002年初，坪頂社區組成鄉親志工服務隊，在此遍植櫻花、增設涼亭，並由義工早晚打掃。
2004年，經樹醫楊甘陵診視，指出神木健康已明顯衰退，原因包括覆土太高、白蟻侵害與介殼蟲病等，甚至已有敗根情形。水保局編列250萬，於2004年4月開始對此樹進行周圍環境改善工程。景觀改造讓一旁的流泉重現，新設觀景長廊和原木涼亭。2005年12月，縣府生態保育課替縣內的玉峰村芒果神木、南崗樟樹公等樹排定該月的搶救時程，但坪頂七股神木卻因周遭工程傷到且覆土太高，影響根部存活，搶救日期另定，南投荔枝王則因有地主要求徵收，所以須協商。
2006年尾，許多白色粉末狀物體附著在坪頂七股神木枝幹樹葉上，導致局部枝葉枯萎，同月12月4日鎮公所農商課長李培森勘察後，研判是染患樟白介殼蟲。2007年1月2日，草屯鎮公所運用林務局補助的六萬餘元經費，進行噴藥防除樟白介殼蟲。
2024年12月26日，民眾反映神木遭雀榕寄生，土地管理機關林業保育署南投分署爰委託日本樹木醫詹鳳春團隊現勘，並於2025年1月移除雀榕2株，一併處理過去錯誤外科手術留下的腐朽。經查訪在地居民及現地調查，神木周遭棲地主要問題為鄉公所多年前設置遊憩設施過程傷及神木根系，且客土覆土過高，導致神木生長逐漸衰敗。為拯救神木，後續規劃與在地居民協力，分階段辦理棲地復原及改善作業。